# White (Geórgia)
White é uma cidade localizada no estado americano de Geórgia, no Condado de Bartow.

## Demografia
Segundo o censo americano de 2000, a sua população era de 693 habitantes.
Em 2006, foi estimada uma população de 708, um aumento de 15 (2.2%).

## Geografia
De acordo com o United States Census Bureau tem uma área de 2,3 km², dos quais 2,3 km² cobertos por terra e 0,0 km² cobertos por água.

## Localidades na vizinhança
O diagrama seguinte representa as localidades num raio de 20 km ao redor de White.